# معهد الترجمة والترجمة الفورية
معهد الترجمة والترجمة الفورية (ITI-ج ت ف) هو جمعية محترفة التي تمثّل المترجمين والمترجمين الفوريين في المملكة المتحدة.
تنتسب آي تي آي للإتحاد الدولي للمترجمين (إ د م).